# Беловежд личинкояд
Беловежд личинкояд (Lalage leucomela), наричан също контрастен личинкояд, е вид птица от семейство Campephagidae.

## Разпространение
Видът е разпространен в Австралия, Индонезия и Папуа Нова Гвинея.